# Felix Schmidl
Felix Schmidl (* 3. Juli 1989 in Stuttgart) ist ein deutscher Handballtorwart. Seine Körperlänge beträgt 1,90 m.

## Karriere
In der Jugend spielte Schmidl von 1997 bis 2005 beim TSV Asperg. Von 2005 bis 2008 spielte er für den TV Kornwestheim und die HBR Ludwigsburg. Von Juli 2008 bis 2011 spielte Schmidl bei der SG Pforzheim/Eutingen und mit einem Zweitspielrecht beim Zweitligisten TV Bittenfeld. Von 2011 bis 2013 spielte Schmidl für den Drittligisten TSV Neuhausen sowie weiterhin mit einem Zweitspielrecht beim TV Bittenfeld. 2013 wechselte Schmidl zum spanischen Erstligisten Frigorificos del Morrazo Cangas. Im Juli 2014 wechselte Schmidl zurück nach Deutschland zum HSC Bad Neustadt in die 3. Liga. Nach insgesamt neun Jahren verließ er nach der Saison 2022/23 den Verein und schloss sich dem Bayernligisten SG Regensburg an.

## Privates
Schmidl hat ein Studium der Erneuerbaren Energien an der Universität Hohenheim absolviert. Während seiner Zeit in Spanien absolvierte Schmidl auch ein Auslandsstudium. Parallel zu seiner Tätigkeit als Handballtorwart beim HSC Bad Neustadt arbeitet er für einen Dienstleister und Projektentwickler in Bad Neustadt.